# Fantasía para violín y piano (Schubert)
Franz Schubert compuso su Fantasía (en alemán: Fantasie) en Do mayor para violín y piano, Op. posth. 159, D 934, en diciembre de 1827. Fue la última de sus composiciones para violín y piano, y fue estrenada en enero de 1828 por el violinista Josef Slavik y el pianista Carl Maria von Bocklet en el Landhaussaal de Viena.

## Historia
Esta fue escrita en 1827 e interpretada por Josef Slavik y Carl Maria von Bocklet en 1828. En 1827, Schubert también compuso su serie de Impromptus D. 935, y terminó el Trío para piano en Mi bemol mayor, D. 929; este último para ser interpretado por Bocklet, quien también estrenó la Fantasía. La partitura de la Fantasía fue publicada hasta 1850 por Diabelli, catalogándola como Op. posth. 159.
La difícil obra fue "calculada para mostrar la técnica virtuosa de Slavík" y es exigente para ambos instrumentos. La pieza tiene fama de ser una de las obras más complicadas del repertorio para violín y piano. Según el pianista Nikolai Lugansky, la fantasía "es la música más difícil jamás escrita para piano" y "más difícil que todos los conciertos [para piano] de Rachmaninov juntos".
Al igual que otra pieza similar de Schubert, la Fantasía para piano D. 760 (Wanderer-Fantasie), emplea un material temático de una de sus canciones  («Sei mir gegrüßt», D. 741) en el segundo movimiento.

## Estructura
La obra consta de cuatro movimientos interconectados, que se interpretan sin pausas:
1. andante molto
2. allegretto
3. andantino (tema y tres variaciones basadas en el tema Sei mir gegriisst)
4. allegro presto

El segundo movimiento, andantino, es una reelaboración de la canción anterior de Schubert «Sei mir gegrüßt» (D 741, 1821-22), reescrita como un tema y variaciones.

## Grabaciones
- Schubert: Sonata In A, Op. 162 (D. 574) • Fantasia In C, Op. 159 (D. 934). David Óistraj, violín; Frieda Bauer, piano. Melodiya/Angel, junio de 1972[9]
- Schubert / Stravinsky / Prokofiev / Ravel / Satie / Milhaud. Gidon Kremer, violín; Elena Bashkirova, piano. Philips, 1989[10]
- Franz Schubert: Rondo D 895/ Duo D 574 / Fantasie D 934. Gidon Kremer, violín; Valery Afanassiev, piano. Deutsche Grammophon, 1991[11]
- Maxim Vengerov. Biddulph Recordings, 2003[12]
- Viktoria Mullova & Katia Lebeque in Recital. Viktóriya Mulova, violín; Katia Labeque, piano. KML Recordings / Onyx, 2006[13]
- Jascha Heifetz: Favourite Recital Pieces & Encore. Jascha Heifetz, violín; Brooks Smith, Lillian Steuber, piano. EMI, 2015[14]

### Citas
1. ↑  Deutsch, 1978, p. 597.
2. ↑  Cotik, 2013, p. 37.
3. ↑  Montgomery, 1997, p. 294.
4. ↑  Cotik, 2013, p. 39.
5. ↑  «Nikolaï Lugansky, quasi sans exclusive». lugansky.homestead.com. Consultado el 20 de julio de 2018.
6. ↑  «Fantasía en C, D. 934 (Franz Schubert)». LA Phil. Consultado el 20 de febrero de 2021.
7. ↑  McCreless, 1997, p. 206.
8. ↑  «Fantasia for violin & piano in C… | Details». AllMusic (en inglés). Consultado el 19 de febrero de 2021.
9. ↑  Schubert - David Oistrakh, Frieda Bauer – Sonata In A, Op. 162 (D. 574) • Fantasia In C, Op. 159 (D. 934) (Vinyl), consultado el 19 de febrero de 2021.
10. ↑  «Release “Schubert / Stravinsky / Prokofiev / Ravel / Satie / Milhaud” by Schubert, Stravinsky, Prokofiev, Ravel, Satie, Milhaud; Gidon Kremer, Elena Bashkirova - MusicBrainz». musicbrainz.org. Consultado el 20 de febrero de 2021.
11. ↑  «Release “Rondo D 895/ Duo D 574 / Fantasie D 934” by Franz Schubert; Valery Afanassiev, Gidon Kremer - MusicBrainz». musicbrainz.org. Consultado el 20 de febrero de 2021.
12. ↑  Maxim Vengerov - Maxim Vengerov | Credits | AllMusic (en inglés), consultado el 19 de febrero de 2021.
13. ↑  Viktoria Mullova & Katia Lebeque in Recital - Viktoria Mullova, Katia Labèque | Songs, Reviews, Credits | AllMusic (en inglés), consultado el 19 de febrero de 2021.
14. ↑  Jascha Heifetz: Favourite Recital Pieces & Encore - Jascha Heifetz | Songs, Reviews, Credits | AllMusic (en inglés), consultado el 21 de febrero de 2021.